# Pseudanthera
Pseudanthera là một chi thực vật có hoa trong họ Lan.